# Fatal Inertia
『Fatal Inertia』（フェイタル・イナーシャ）は、無双シリーズを手掛ける「ω-Force」がプロデュース、「コーエーカナダ」が開発するXbox 360用のSFレーシングゲーム。本稿ではプレイステーション3移植版の『Fatal Inertia EX』も含めて解説する。

## 概要
本作以前のコーエーにはなかった欧米的なジャンルのフライングコンバットレーシングゲーム。
次世代ゲーム機の驚異的な演算能力により、物理法則に基づいたリアルな表現を実現。
舞台は近未来の地球。近未来の飛行機「ホバーシップ」を操縦し、レース中は多彩な武器・アイテムを使用して敵を妨害し敵からの妨害を避けながら大自然の中を「超ハイスピード」で駆け抜ける。
本作のアイテムの使い方は、前方もしくは後方に発射するものであり、それによって効果に違いが出るものもある。例えば、ブースターのアイテムの場合は、前方に発射するとブースターが敵機のボディのどこかに取り付いてコントロールを妨害させることができ、後方に発射した場合は自機の真後ろにブースターを取り付けて速度を少し上げることができる。
当初はPS3のローンチタイトルを目指していたが延期を繰り返し、後から発表されたXbox 360版の方が先行して発売された。PS3版は『Fatal Inertia EX』と改名され、ダウンロード専売ソフトとして発売された。

## ステージ
- Lost Canyon(失われた渓谷)：20世紀〜21世紀には採掘現場であった渓谷のマップ。
- Deepwoods Pass(樹海の山道)：深い森の中に広がる湿原をそのまま使用したマップ。
- Paradise Isle(楽園の島)：南国の無人島を周回するマップ。
- Glacier Bay(氷舞う海辺)：氷河が漂う海辺と雪原を舞台としたマップ。
- Devil’s Peak(悪魔の頂)：22世紀の都市に隣接した火山地帯を使用したマップ。

## ホバーシップ
レースの勝利で得たパーツを使い30万通り以上の組み合わせが可能。
- アベレージタイプ：基本性能が平均的なアベレージタイプの機体。
- スピードタイプ：最高速を可能な限り高めたスピードタイプの機体。
- コントロールタイプ：機動性を可能な限り高めたコントロールタイプの機体。
- パワータイプ：パワーと搭載容量を高めたパワータイプの機体。

## スタッフ
- プロデューサー：友池隆純
- ゲームデザイナー：マイケル・ボンド